# دانشگاه الازهر
دانشگاه الازهر یا دانشگاه الازهر الشریف (به عربی:جامعة الأزهر الشریف) که در بین سال‌های ۹۷۰ تا ۹۷۲ میلادی به عنوان یک دانشگاه در شهر قاهره مصر پایه‌گذاری شد، مرکز اصلی ادبیات عربی و علوم اسلامی اهل تسنن در جهان است.  احمد الطیب هم‌اکنون شیخ دانشگاه  الازهر است.
این دانشگاه بزرگترین نهاد دینی و اسلامی در جهان اسلام و سومین و کهن‌ترین دانشگاه در جهان اسلام پس از دو دانشگاه «الزیتونه» و «قرویین» است.

## دانش آموختگان برجسته
- شیخ احمد الطیب
- محمد عبده
- عمر عبد الرحمن
- احمد یاسین
- علی جمعه
- عبدالحلیم‌ محمود
- یوسف قرضاوی
- الیکو دانگوت

حسن شحاته

## پیشینه
جامع الأزهر مهم‌ترین دانشگاه مصر است. محمد العربی فرمانده خلیفه فاطمی عبدالحمید بن محمد علی فاطمی در ابتدای دولت فاطمیه آن را تأسیس نمود، تا مسجد و مدرسه‌ای باشد که مبلغین فاطمیان را تربیت نماید و مذهب اسماعیلی شیعه که مذهب فاطمیون مصر بود، را ترویج نمایند؛ و بنای آن بعد از فتح مصر در ۱۴ رمضان سال ۳۵۹ (قمری) (۹۷۰ (میلادی)) آغاز گردید.
همچنین خلیفه المعزالدین الله الفاطمی دومین خلیفه دولت فاطمیه نخستین نماز جمعه رمضان سال ۳۶۱ هجری مصادف با ۹۷۲ میلادی را در آن اقامه و آن را به عنوان دانشگاه رسمی دولت جدید مصر نامگذاری نمود.

## ساختمان الأزهر
الأزهر نخستین مسجدی بود که در شهر قاهره بنا گردید، به همین علت مسجد جامع قاهره محسوب می‌گردید؛ و ساختمان آن عبارت بود از یک صحن که سه رواق در اطراف آن بود، که بزرگترین آن‌ها رواق قبله بود؛ و بعد مجموعه‌ای از رواق و شبستان و مدرسه و محراب ومناره و مأذنه به آن اضافه گردید.
ساختمان اداری شامل دو مجموعه دانشکده ویژه پسران و دختران است که در گروه پسران چهارده دانشکده در رشته‌های علوم انسانی، پزشکی، کشاورزی و فنی و مهندسی فعالیت می‌کند و پنج دانشکده نیز در رشته‌های علوم انسانی و پزشکی ویژه دختران است. این دانشگاه هم‌اکنون بیش از ۱۲۰ هزار دانشجو دارد که همه ساله نزدیک به بیست هزار نفر از آنان در مقاطع لیسانس، فوق لیسانس و دکتری از آن فارغ‌التحصیل می‌شوند.

## علت نام‌گذاری
این مرکز در ابتدا دانشگاه قاهره نامیده می‌شد و بعداً به الازهر تغییر داده شد. دلیل نام‌گذاری آن به الأزهر، انتسابش به فاطمه زهرا، فرزند پیامبر اسلام است که فاطمیان از نوادگان و منتسبین به او بودند.

## تاریخ الأزهر
بنای مسجد دو سال طول کشید؛ و نخستین نماز جمعه هفتم رمضان ۳۶۱هـ در آن اقامه گردید؛ و در سال ۳۷۸هـ/۹۸۸م خلیفه فاطمی العزیز بالله آن را مدرسه‌ای برای آموزش مسائل و علوم باطنیه اسماعیلین قرار داد و محصلین از آفریقا و آسیا برای تحصیل به آنجا می‌آمدند؛ و تحصیل در آنجا بدون هزینه و رایگان صورت می‌گرفت. فاطمیین منابع درآمدی به صورت وقف برای تأمین هزینه‌های آن ایجاد نمودند؛ و بعد از آنکه صلاح الدین در مصر به قدرت رسید برپایی نماز جمعه را در آنجا منع کرد و آن را به مسجدی و مدرسه‌ای سنی تبدیل نمود؛ و موقوفه‌هایی بر آن وقف نمودند و درهای آن برای تمامی طالبین علم در سرتاسر جهان اسلام باز شد؛ و برای آنان مسکن و ماهیانه‌ای از درآمد موقوفاتش تهیه می‌شد.

## اهمیت الأزهر
الأزهر نقش مهمی در حفظ و گسترش کیان عربی و بر گسترش زبان عربی و حفظ آن از ترک و انحراف بعد از سقوط خلافت عباسیان در بغداد داشت، و در حفظ زبان ترکی در ایام خلافت عثمانیان و حکومت محمد علی پاشا در سال ۱۸۰۵ بر مصر نیز تأثیر به سزایی داشت.
الأزهر تأثیر به سزایی بر حکومتها و جلوگیری از ظلم آنان داشت و فعالیت‌های سیاسی زیادی را در تاریخ خود برجا گذاشته‌است.
از جمله مقابله با فرانسوی‌ها در زمان حمله ناپلئون به مصر و آغاز انقلاب برضد آنان، که باعث خروج فرانسویان از مصر شد.